# Dictyocline wilfordii
Dictyocline wilfordii là một loài thực vật có mạch trong họ Thelypteridaceae. Loài này được (Hook.) J. Sm. mô tả khoa học đầu tiên năm 1875.